# 戈偉如
戈偉如（1964年7月23日—），台灣女演員、主持人。中華電影製片協會訓練班出身，非老三台基本演員，因出演中國電視公司連續劇《浴火鳳凰》而走紅。
2012年，戈偉如於台灣電視劇《愛上巧克力》（Ti Amo Chocolate）演出。2012年9月獲提名第47屆金鐘獎戲劇節目女配角獎。

## 演出作品

### 電視劇
| 首播   | 電視台          | 劇名                 | 角色               |
| 1986年 | 中視            | 家和萬事興           | 黃灼               |
| 1987年 | 中視            | 珍珠傳奇             | 獨孤琴             |
| 1987年 | 中視            | 長江一號             | 小蝶               |
| 1987年 | 中視            | 小姐與流氓           | 王芷涵             |
| 1988年 | 中視            | 母親我愛你           |                    |
| 1990年 | 中視            | 浴火鳳凰             | 蛇魔女             |
| 1990年 | 中視            | 天龍八部             | 鍾靈               |
| 1990年 | 中視            | 沒有合約的愛情       | 高靜芝             |
| 1990年 | 中視            | 新西遊記             | 將軍、霜兒         |
| 1991年 | 華視            | 家有仙妻             | 李萍               |
| 1992年 | 華視            | 神仙老爸             | 巴美凤             |
| 1998年 | 華視            | 家有仙妻2            | 波波               |
| 2001年 | 華視            | 貧窮貴公子           | 杉浦媽             |
| 2002年 | 華視            | 流星花園Ⅱ            | 客串西門父親的女友 |
| 2003年 | 華視/三立都會台 | 海豚灣戀人           | 項莉紅             |
| 2004年 | 民視            | 女人40一枝花         | 張秀美             |
| 2005年 | 中視            | 惡魔在身邊           | 黃雪薇             |
| 2005年 | 公視、三立      | 住左邊住右邊(1～4季) | 戈韋如             |
| 2005年 | 東森            | 好美麗診所嘿哈       | 甄善美             |
| 2007年 | 華視            | 我要變成硬柿子       | 柴俐蓉             |
| 2007年 | 華視            | 親親小爸             | 徐媚茵             |
| 2007年 | 華視            | 換換愛               | 廖彩娟             |
| 2009年 | 中視            | 老王同學會           | 方新慧             |
| 2012年 | 三立            | 愛上巧克力           | 戈嘉怡             |
| 2013年 | 三立            | 愛情女僕             | 江淑金             |
| 2013年 | 華視            | 金牌老爸             | 徐家莉             |
| 2014年 | 台視            | 神仙·老師·狗         | 翁雨婕             |

### 電影
| 年份   | 片名               | 角色     |
| 1986年 | 《新潮女學生》     | 馬秀娜   |
| 1989年 | 《長大的感覺真好》 | 春枝     |
| 1990年 | 《我的兒子是天才》 | 小學教師 |

## 主持作品

### 電視節目
| 電視台     | 節目               | 備註                   |
| 中視       | 《歡樂列車》       | 與布偶「大嘴巴」主持   |
| 中視       | 《來電五十》       | 與李茂山主持           |
| 華視       | 《天天歡喜》       | 與李茂山主持           |
| 衛視中文台 | 《女狼俱樂部》     |                        |
| 衛視中文台 | 《女狼俱樂部Plus》 |                        |
| 衛視中文台 | 《王牌CEO》        | 早期與陳昭榮和王瞳主持 |

## 獎項
| 年份   | 獲提名             | 獎項                         | 結果 |
| ------ | ------------------ | ---------------------------- | ---- |
| 2012年 | 三立電視愛上巧克力 | 第47屆金鐘獎戲劇節目女配角獎 | 提名 |